# Баянделгер (Туве)
Баянделгер (монг. Баяндэлгэр) — сомон аймаку Туве, Монголія. Територія 2,2 тис. км², населення 1,9 тис. Центр — селище Баянделгер розташоване на відстані 100 км від м. Зуунмод та 110 км від Улан-Батора. Розташований вздовж магістралі Улан-Батор — Схід, південніше хребта Хентій. На території сомону розташовано місто Багануур.

## Рельєф
Північно-західна частина — гірська, південно-східна — долина річки Херлен (Керулен). Протікає річка Херлен (Керулен). Річки та озера Хуцаа, Байдран Хужиртай, Права та Ліва Бурх. Джерела Бурх та Байдлаг.

## Клімат
Різкоконтинентальний клімат. Середня температура січня −25°С, липня +15°+20°С. У середньому протягом року випадає 257 мм опадів.

## Рослинний та тваринний світ
Ґрунти лісові сірі, темно-коричневі. Частина території вкрита лісами. Рослинність польова. Водяться лосі, олені, кабани, ведмеді, вовки, лисиці, дикі степові кішки, норки та тарбагани.

## Корисні копалини
Родовища золота, олова, сировини для будівельних матеріалів. Вугледобувне родовище «Багануур».

## Економіка
Сіють кормові рослини, овочі та фрукти. 72 тисячі голів худоби (2007 р).

## Пам'ятники
У центрі сомона є пам'ятник поету Д.Нацагдоржу.

## Соціальна сфера
Є школа, лікарня, культурний і торговельно-обслуговуючий центри, залізнична станція, будинки відпочинку.